# 黒色テロ
黒色テロ（こくしょくテロ）とは、無政府主義者によるテロリズムを指す。
1936年5月24日の東京朝日新聞の日本無政府共産党ギャング事件を報じた記事や1937年に農村青年社事件を報じた新聞といった新聞記事で用例が見られる。
この他、太宰治の小説『火の鳥』でも登場人物の須々木乙彦が黒色テロリストとして作中で言及されている。